# Gudhems distrikt
Gudhems distrikt är ett distrikt i Falköpings kommun och Västra Götalands län.
Distriktet ligger norr om Falköping.

## Tidigare administrativ tillhörighet
Distriktet inrättades 2016 och utgörs av socknen Gudhem i Falköpings kommun.
Området motsvarar den omfattning Gudhems församling hade vid årsskiftet 1999/2000.